# Younes Itri
Younes Itri, né le 11 février 1991 à Berlin (Allemagne), est un footballeur germano-marocain. Il évolue au poste de gardien de but.

## Biographie

### En club
Younes Itri commence le football en 2009, dans le club de sa ville, le TeBe Berlin. N'ayant pas droit à du temps de jeu, il signe au Türkiyemspor Berlin en D4 allemande. Ayant joué une saison complète, il s'engage au FC Carl Zeiss Iéna, pour la saison 2011-2012 en 3. Liga.

### En sélection
En 2011, il prend part à la Coupe d'Afrique des moins de 23 ans organisée au Maroc. Lors de cette compétition, il joue deux matchs : la demi-finale remportée face à l'Égypte, puis la finale perdue face au Gabon.

## Palmarès
Maroc olympique
- Coupe d'Afrique -23 ans :
  - Finaliste : 2011.